# 有吉AKB共和国
『有吉AKB共和国』（ありよしエーケービーきょうわこく）は、TBSおよび一部の系列局で2010年3月30日（3月29日深夜）から2016年3月29日（3月28日深夜）まで放送されていたバラエティ番組。

## 概要と歴史
司会は有吉弘行とAKB48の小嶋陽菜。当初は他に週替わりでAKB48の正規メンバーと研究生数名（9期生から15期生まで）が出演していた。有吉にとっては初めての冠番組であり、AKB48にしてもTBSでは初めてのレギュラー番組だった。 
番組のコンセプトは「研究生を育てる番組」。
番組は、有吉が「有吉AKB共和国」の大統領・小嶋陽菜がファーストレディという設定で、メンバー達が有吉を喜ばせるための企画をプレゼンする。その内容で有吉を満足させることができなかった場合には何らかの罰ゲームがプレゼンターに下される。 研究生はリポーター役として出演しており、研究生に重点を置いている点で他のAKB48冠番組とは大きく異なっている。
番組は一部を除いてロケ企画をメインとしており、グルメや観光施設、生活用品などを紹介する情報系企画が中心になっていた。また、企画では替え歌を多用している。
スタジオ収録はブルーバックのセットで行われ、スタジオセットの大部分にはCGが使用されている。
2010年3月30日未明（29日深夜）放送開始。
2010年7月12日より北陸放送にて初の番組ネット開始。その後、中部日本放送にて同年9月28日の1時25分（27日深夜）より番組ネットが始まる。加えて2010年秋の改編（TBSテレビでの放送時間変更）に伴い、青森テレビ・東北放送・熊本放送・大分放送でも放送が開始された。
2010年10月15日（10月14日深夜）より指原莉乃が「打倒!小嶋陽菜」を目指して、小嶋陽菜とさまざまな勝負をする『指原PRIDE』のコーナーを開始。
2011年、渡辺麻友デザインのマスコットキャラクターが作成される。
2012年9月19日（9月18日深夜）の放送で一旦休止。
2012年11月13日（11月12日深夜）から放送が再開される。さらに、TBSテレビでの放送再開に伴い、CS放送TBSチャンネル1においても放送時間変更という形（土曜日1時30分 - 2時00分から日曜日22時30分 - 23時00分）で放送再開となった。放送再開後は「CS放送TBSチャンネル限定企画!」と題してTBSチャンネル1での放送時のみ、放送終了後の控え室を番組衣装を着た小嶋陽菜が訪問して、出演メンバーの控え室での様子をハンディーカムで撮影するというミニコーナー｢小嶋陽菜の突撃楽屋リポート!」が始まった。また放送回によっては、番組内の一部シーン（未公開）をCS放送限定と称してTBSチャンネル1のみで放送する場合もあった。
2013年5月でTBSチャンネル1での放送を一旦打ち切り。
2015年4月よりTBSチャンネル1での放送再開が決定し、同局の公式サイトにて発表された。なお放送再開後は｢小嶋陽菜の突撃楽屋リポート!｣の放送をしていない。
2016年3月29日未明（28日深夜）、TBSテレビで最終回が放送される。TBSチャンネル1では同年4月10日に初放送。TBSの深夜番組としては異例の長さとなる丸6年・全289回放送された。有吉のお別れのメッセージ「おつずなでした～」で番組が終了した。

## 出演者
2016年3月29日時点（TBSテレビ最終回放送日）

### 共和国メンバー
*は研究生時代にリポーターを経験している正規メンバー。
レギュラー
- 大統領：有吉弘行
- ファーストレディ：小嶋陽菜（AKB48 チームA）

プレゼンター
- AKB48
  - チームA：入山杏奈*、岩田華怜*、大家志津香、大和田南那*、小笠原茉由、小嶋菜月*、佐々木優佳里*、島崎遥香*、高橋みなみ、谷口めぐ、中西智代梨、中村麻里子*、平田梨奈*、前田亜美、宮崎美穂、横山由依*
  - チームK：相笠萌*、阿部マリア*、石田晴香、島田晴香*、鈴木まりや、高城亜樹、田野優花*、中田ちさと、永尾まりや*、藤田奈那*、峯岸みなみ*、向井地美音*、武藤十夢*、茂木忍*
  - チームB：岩佐美咲、大島涼花*、柏木由紀、加藤玲奈*、木﨑ゆりあ、小林香菜、後藤萌咲、竹内美宥*、達家真姫宝*、田名部生来、渡辺麻友、渡辺美優紀（兼任元のNMB48のメンバーとして出演）
  - チーム4：伊豆田莉奈*、岩立沙穂*、大森美優*、岡田彩花*、岡田奈々*、川本紗矢、小嶋真子*、込山榛香*、高橋朱里*、西野未姫*、村山彩希*
  - チーム8：倉野尾成美、佐藤七海、下尾みう、人見古都音

リポーター
- AKB48研究生[注釈 2]

元リポーター
- AKB48
  - チームK：市川愛美、篠崎彩奈、湯本亜美
  - チームB：梅田綾乃、福岡聖菜
  - チーム4：大川莉央、北澤早紀、佐藤妃星

有吉・小嶋陽・指原はそれぞれ専用の衣装を着用しての出演。プレゼンターはゲスト扱いで舞台衣装での出演。ただし、指原もプレゼンターとして出演することがあり、その場合は他のプレゼンターと同様の服装となる。小嶋陽菜が出演できない場合は共和国メンバーのうち一人が「ファーストレディ代理」として出演。ただし、服装は舞台衣装である。プレゼンターとしての出演経験がないメンバーでも、密着企画などでVTRに映りこんでの出演を経験している場合はある。
リポーターは研究生が準レギュラーとして毎回6人程度が出演し、そのうち2人程度がロケ企画に参加する。ただし、舞台衣装ではなく制服を着用、放送中着席できない（「ラジオ局」企画では正規メンバー後方に着席）、VTR放映中にワイプで表情を映されないなど正規メンバーとは扱いに違いがある。なお、研究生から正規メンバーに昇格した場合はリポーターを卒業することになるが、ゲストとして再度出演する場合はある。初代チーム4のメンバーは昇格後チーム4結成までは研究生と同じ扱いで、チーム4結成後も他の3チームとは異なり、研究生と正規メンバーの中間のような扱いとなっていたが、2012年11月のチーム再編によりこの状態は解消された。

### 過去の共和国メンバー
レギュラー
- コーナーレギュラー：指原莉乃 （指原PRIDE・プレゼンター出演あり・HKT48へ移籍）

プレゼンター
- AKB48元メンバー
  - チームA：前田敦子、多田愛佳（HKT48へ移籍）、仲川遥香（JKT48へ移籍）、仁藤萌乃、河西智美、篠田麻里子、仲俣汐里*、佐藤すみれ（SKE48へ移籍）、菊地あやか、片山陽加、森川彩香、川栄李奈*、松井咲子
  - チームK：小野恵令奈、米沢瑠美、宮澤佐江（SNH48へ移籍）、増田有華、仲谷明香、松原夏海、板野友美、秋元才加、近野莉菜（JKT48へ移籍）、大島優子、佐藤亜美菜、鈴木紫帆里*、北原里英（NGT48へ移籍）
  - チームB：平嶋夏海、小森美果、市川美織*（NMB48へ移籍）、梅田彩佳（NMB48へ移籍）、大場美奈*（SKE48へ移籍）、藤江れいな（NMB48へ移籍）、山内鈴蘭*（SKE48へ移籍）、橋本耀*、倉持明日香、内田眞由美、内山奈月*
  - チーム4：髙島祐利奈*、前田美月*、名取稚菜*

一部の卒業・移籍メンバーはAKB48離籍後もゲストとして出演する機会があった（一例として最終回での指原）。
リポーター
- AKB48元メンバー
  - チーム4：森杏奈、小林茉里奈、土保瑞希
  - 研究生
    - 8期：佐野友里子
    - 9期：石黒貴己、絹本桃子、藤本紗羅
    - 10期：金沢有希
    - 11期：牛窪紗良、山口菜有
    - 12期：サイード横田絵玲奈
    - 13期：雨宮舞夏、北汐莉、長谷川晴奈、森山さくら、渡邊寧々、光宗薫

## コーナー
有吉大統領のお仕置き部屋
プレゼンターが持ち込んだ企画が有吉に気に入られなかった場合に執行される。しかし、企画内容に関わらず理由をつけてお仕置き処分になるため、高頻度で放送される企画。小嶋陽は通常、仮面と鞭でお仕置きする側にいるが、巻き添えを食らうこともある。
指原PRIDE
指原莉乃が「打倒! 小嶋陽菜」を掲げて短時間の勝負で対決。指原の挑戦VTRを見た小嶋陽菜とプレゼンターがスタジオで同じ種目に挑戦。プレゼンターは諸事情で別の回のメンバーが登場することもある。場合によってはコーナー名が類似のものに変化することもあるほか、指原と小嶋陽がスタジオ等で直接対決する場合もある。企画のネタが尽きているため、視聴者の投稿企画を採用している。指原がHKT48に移籍した後に、2012年7月17日放送分の｢指原PRIDE THE FINAL｣を以てコーナー終了となった。
有吉AKB共和国 へ選抜大会
指原PRIDEの派生企画。ブーブークッションを敷いた椅子に座る際の音の小ささを競う。新しいメンバーが来るたびに開催され、全員の記録がランキング形式で累積。最終的にトップだったメンバーが「へ選抜センター」の称号を得る。
選抜じゃんけん大会への道
毎年じゃんけん大会の時期に行われる企画。じゃんけんに勝つための方法をさまざまな角度から検証し、実践する。このほか、じゃんけん大会当日の模様は後日番組内で放送されている。
ガチンコAKBクラブ
竹原慎二が反抗期の正規メンバーや研究生を叩き直すために、見習うべき人物と縁の深い飲食店に正規メンバーや研究生を連れて行き、その極意を伝授する。元ネタは同局で1999年から2003年にかけて放送していた『ガチンコ!』の企画「ガチンコファイトクラブ」から。物語とグルメリポートが同時に進行する構成。後に正規メンバーへと昇格した元研究生が竹原の補佐役としてロケ参加する場合もある。
クッキングクエスト
食材をロールプレイングゲームのモンスターに見立てながら、料理の作り方や調理の便利グッズを紹介する。
AKBドリームマッチ
研究生または正規メンバーがお笑い芸人とタッグを組んでネタを披露する。
AKBなんでもダービー
4人程度のAKBメンバーなどが出されたお題について競い、スタジオではそのVTRを見ながら順位を予想する。
ミュージカルツアーシリーズ
観光地やグルメに関する情報を、値段も込みで替え歌を用いたミュージカルに乗せて紹介する。ミュージカルはOGgYの主導で、グルメは石神秀幸の監修で行われる。
ぴったんこ（ゲスト名）ちゃん
偽企画のために呼び出されたゲストが休憩時間に共演の研究生または正規メンバーへかける言葉を予想する。
有吉AKBラジオ局
低予算で製作できるとされている企画で、原則ロケや外部ゲストの招待もない（一部例外あり）。フリートークで規定時間を埋める、出演メンバーの噂について追求する、セクシーボイスで対決するなど、映像が付いたラジオ番組のような企画。背景のCGもラジオ局からの夜景を模したものに変化する。番組休止期間を経て再開後、番組の主流となっている。放送回によっては姉妹グループメンバーなどをメインに据えることがあり、その場合はコーナー名がゲストに合わせて変化する。
小嶋陽菜の突撃楽屋リポート!
番組衣装を着た小嶋陽菜が放送終了後の控え室を訪問して、出演メンバーの控え室での様子をハンディーカムで撮影する。
小嶋陽菜のちゃぶ台返し
オープニングに行われる企画。番組スタッフが間違った言葉の使い方などをして、それを小嶋陽菜が指摘する。

## ネット局

### 番組終了時点
| 放送地域   | 放送局        | 放送期間                                                       | 放送日時                     | 遅れ     |
| ---------- | ------------- | -------------------------------------------------------------- | ---------------------------- | -------- |
| 関東広域圏 | TBSテレビ     | 2010年3月30日 - 2012年9月19日 2012年11月13日 - 2016年3月29日   | 火曜2:16 - 2:46（月曜深夜）  | 制作局   |
| 宮城県     | 東北放送      | 2010年10月15日 - 2012年10月26日 2012年11月24日 - 2016年6月27日 | 月曜 0:55 - 1:25（日曜深夜） | 90日遅れ |
| 新潟県     | 新潟放送      | 2011年4月8日 - 2012年10月5日 2015年4月24日 -                   | 金曜 1:13 - 1:43（木曜深夜） | 24日遅れ |
| 石川県     | 北陸放送      | 2010年7月13日 - 2012年10月18日 2013年1月10日 -                 | 水曜 1:25 - 1:55（火曜深夜） | 36日遅れ |
| 鹿児島県   | 南日本放送    | 2012年4月20日 -                                                | 木曜 0:40 - 1:10（水曜深夜） | 60日遅れ |
| 日本全国   | TBSチャンネル | 2012年12月10日 - 2013年5月5日 2015年4月20日 -                  | 日曜 23:00 - 23:30           | 14日遅れ |

TBSチャンネルの再放送 毎週土曜 10時00分 - 10時30分。

### 過去のネット局
| 放送地域       | 放送局             | 放送時間                                                  | 遅れ日数    | 放送期間                                                    |
| -------------- | ------------------ | --------------------------------------------------------- | ----------- | ----------------------------------------------------------- |
| 青森県         | 青森テレビ         | 木曜 1:00 - 1:30（水曜深夜）                              | 29日遅れ    | 2010年10月14日 - 2011年3月31日                              |
| 岩手県         | IBC岩手放送        | 木曜 1:10 - 1:40（水曜深夜）                              | 68日遅れ    | 2012年4月4日 - 10月18日                                     |
| 山形県         | テレビユー山形     | 木曜 1:20 - 1:50（水曜深夜）                              | 約3か月遅れ | 2011年4月16日 - 2012年10月25日                              |
| 富山県         | チューリップテレビ | 日曜 24:50 - 25:20                                        | 55日遅れ    | 2011年1月11日 - 2012年10月1日 2013年2月10日 - 2014年6月22日 |
| 中京広域圏     | 中部日本放送       | 月曜 1:10 - 1:40（日曜深夜）                              | 19日遅れ    | 2010年9月28日 - 2012年10月1日                               |
| 岡山県・香川県 | 山陽放送           | 火曜 1:20 - 1:50（月曜深夜）                              | 6日遅れ     | 2012年4月17日 - 2012年9月25日                               |
| 愛媛県         | あいテレビ         | 土曜（金曜深夜）2:00 - 2:30                               | 17日遅れ    | 2011年6月11日 - 2012年9月29日                               |
| 福岡県         | RKB毎日放送        | 金曜 0:58 - 1:28（木曜深夜）                              | 24日遅れ    | 2011年10月14日 - 2014年3月28日                              |
| 熊本県         | 熊本放送           | 火曜 0:55 - 1:25（月曜深夜）                              | 20日遅れ    | 2010年10月26日 - 11月23日 2011年1月18日 - 2012年10月16日    |
| 大分県         | 大分放送           | 火曜 0:10 - 0:40（月曜深夜） 木曜 0:58 - 1:28（水曜深夜） | - 61日遅れ  | 2010年7月23日 - 10月26日 2013年4月4日 - 4月18日             |

## 主題歌
- オープニング曲
  - 言い訳Maybe（イントロ部分のみ）
- エンディング曲
  - AKB48および派生ユニットの楽曲を適宜使用。その他、猿岩石やTHE TON-UP MOTORSの楽曲や研究生による替え歌や懐メロなども適宜使用されている。

## DVD
- 有吉AKB共和国DVD-BOX（3枚組）（2013年12月27日発売・発売元：TBS、販売元:TCエンタテインメント 品番:TCED-1938）

## 関連事項
- 崖っぷち〜アラビアンサイトFEVER〜 - 『有吉AKB』開始前の2009年10月 - 2010年3月に同局で放送。有吉と当時AKB48メンバーの梅田彩佳が共演していた。
- テッド2 - テッドの吹き替えを担当する有吉に加えて、小嶋が『テッドもふもふファンクラブ代表』に選ばれイベント等で共演した[4]。